# ديف كورتني
ديف كورتني (بالإنجليزية: Dave Courtney)‏ هو كاتب بريطاني، ولد في 17 فبراير 1959 في برموندزي ‏ في المملكة المتحدة.

## وصلات خارجية
- الموقع الرسمي
- ديف كورتني على موقع IMDb (الإنجليزية)
- ديف كورتني على موقع ميوزك برينز (الإنجليزية)
- ديف كورتني على موقع ديسكوغز (الإنجليزية)
- ديف كورتني على موقع قاعدة بيانات الفيلم (الإنجليزية)